# Thanatus

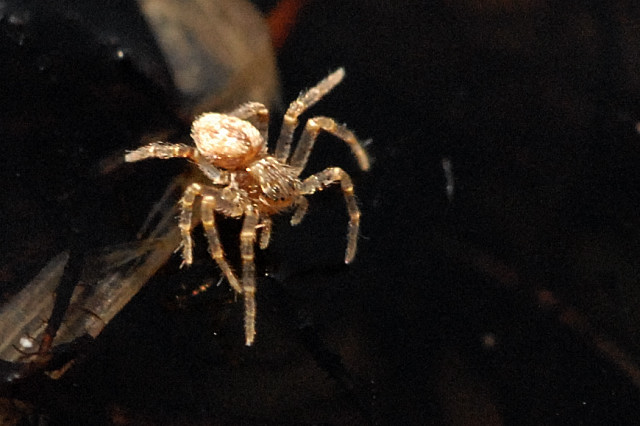
Thanatus striatus

Thanatus és un gènere d'aranyes araneomorfes de la família dels filodròmids (Philodromidae). Fou descrit per primera vegada l'any 1837 per Carl Ludwig Koch. Tenen una àmplia distribució per Àsia, Europa, Àfrica i Amèrica.
Poden assolir uns 5–6 mm i majoritàriament es troben pel sòl de vegetació baixa. Són molt similars a Philodromus, però principalment es diferencien per la disposició dels ulls.

## Taxonomia
Segons el World Spider Catalog amb data de desembre de 2018, Thanatus té reconegudes 101 espècies:
- Thanatus africanus  Karsch, 1878
- Thanatus albescens  O. P.-Cambridge, 1885
- Thanatus alpinus  Kulczyński, 1887
- Thanatus altimontis  Gertsch, 1933
- Thanatus arcticus  Thorell, 1872
- Thanatus arenarius  Thorell, 1872
- Thanatus arenicola  (Schmidt, 1976)
- Thanatus aridorum  Silhavy, 1940
- Thanatus atlanticus  Berland, 1936
- Thanatus atratus  Simon, 1875
- Thanatus balestrerii  Caporiacco, 1935
- Thanatus bungei  (Kulczynski, 1908)
- Thanatus chorillensis  Keyserling, 1880
- Thanatus coloradensis'  Keyserling, 1880
- Thanatus coloradensis  Keyserling, 1880
- Thanatus constellatus  Charitonov, 1946
- Thanatus coreanus  Paik, 1979
- Thanatus cronebergi  Simon, 1895
- Thanatus dahurianus  Logunov, 1997
- Thanatus denisi  Brignoli, 1983
- Thanatus dhakuricus  Tikader, 1960
- Thanatus dissimilis  Denis, 1960
- Thanatus dorsilineatus  Jézéquel, 1964
- Thanatus fabricii  (Audouin, 1826)
- Thanatus firmetorum  Muster & Thaler, 2003
- Thanatus flavescens  O. P.-Cambridge, 1876
- Thanatus flavidus  Simon, 1875
- Thanatus flavus  O. P.-Cambridge, 1876
- Thanatus forbesi  Pocock, 1903
- Thanatus formicinus  (Clerck, 1757)
- Thanatus fornicatus  Simon, 1897
- Thanatus frederici  Denis, 1941
- Thanatus fuscipes concolor  Denis, 1957
- Thanatus fuscipes  Denis, 1957
- Thanatus gigas  (C.L. Koch, 1837)
- Thanatus gnaquiensis  Strand, 1908
- Thanatus granadensis  Keyserling, 1880
- Thanatus hongkong  Song, Zhu & Wu, 1997
- Thanatus imbecillus  L. Koch, 1878
- Thanatus inconsuetus  Caporiacco, 1940
- Thanatus indicus  Simon, 1885
- Thanatus jabalpurensis  Gajbe & Gajbe, 1999
- Thanatus jaikensis  Ponomarev, 2007
- Thanatus jugorum saturatior  Simon, 1932
- Thanatus jugorum  Simon, 1916
- Thanatus ketani  Bhandari & Gajbe, 2001
- Thanatus kitabensis  Charitonov, 1946
- Thanatus lamottei  Jézéquel, 1964
- Thanatus lanatus  Logunov, 1996
- Thanatus lanceolatus  Simon, 1875
- Thanatus lanceoletus  Tikader, 1966
- Thanatus lesserti  (Roewer, 1951)
- Thanatus lineatipes  Simon, 1870
- Thanatus luederitzi  Simon, 1910
- Thanatus maculatus  Keyserling, 1880
- Thanatus mandali  Tikader, 1965
- Thanatus meronensis  Levy, 1977
- Thanatus mikhailovi  Logunov, 1996
- Thanatus miniaceus  Simon, 1880
- Thanatus mongolicus  (Schenkel, 1936)
- Thanatus multipunctatus  Strand, 1906
- Thanatus mus  Strand, 1908
- Thanatus namaquensis  Simon, 1910
- Thanatus neimongol  Wu & Song, 1987
- Thanatus nigromaculatus  Kulczynski, 1885
- Thanatus nipponicus  Yaginuma, 1969
- Thanatus nitidus  Logunov & Kunt, 2010
- Thanatus okayi  Karol, 1966
- Thanatus ornatus  (Lucas, 1846)
- Thanatus pagenstecheri  Strand, 1906
- Thanatus parangvulgaris  Barrion & Litsinger, 1995
- Thanatus paucipunctatus  Strand, 1906
- Thanatus philodromicus  Strand, 1916
- Thanatus philodromoides  Caporiacco, 1940
- Thanatus pictus  L. Koch, 1881
- Thanatus pinnatus  Jézéquel, 1964
- Thanatus plumosus  Simon, 1890
- Thanatus prolixus  Simon, 1897
- Thanatus pygmaeus  Schmidt & Krause, 1996
- Thanatus rayi  Simon, 1875
- Thanatus rubicellus  Mello-Leitão, 1929
- Thanatus rubicundus  L. Koch, 1875
- Thanatus sabulosus  (Menge, 1875)
- Thanatus saraevi  Ponomarev, 2007
- Thanatus schubotzi  Strand, 1913
- Thanatus sepiacolor  Levy, 1999
- Thanatus setiger  (O. P.-Cambridge, 1872)
- Thanatus sibiricus  Kulczynski, 1901
- Thanatus simplicipalpis  Simon, 1882
- Thanatus stepposus  Logunov, 1996
- Thanatus striatus  C. L. Koch, 1845
- Thanatus stripatus  Tikader, 1980
- Thanatus tuvinensis  Logunov, 1996
- Thanatus ubsunurensis  Logunov, 1996
- Thanatus validus  Simon, 1875
- Thanatus vulgaris brevipes  Kulczynski, 1903
- Thanatus vulgaris creticus  Kulczynski, 1903
- Thanatus vulgaris  Simon, 1870
- Thanatus wuchuanensis  Tang & Wang, 2008
- Thanatus xinjiangensis  Hu & Wu, 1989
- Thanatus zavattarii  Caporiacco, 1939